# Le Livre des épîtres du débat sur le Roman de la Rose
Le Livre des épîtres du débat sur le Roman de la Rose est un recueil épistolaire rédigé par Christine de Pizan entre 1401 et 1402. Dans cet ouvrage, Christine dénonce et critique la misogynie et l'obscénité présente à l'encontre des femmes dans Le Roman de la Rose.

## Historique
Christine a composé les premières épîtres de ce recueil entre juin et septembre 1401, adressées à Gontier Col. Le recueil fut ensuite offert à Isabeau de Bavière et à Guillaume de Tignonville au début de l'année 1402.
Christine a joint à l'ouvrage des épîtres dédicatoires et quelques introductions. Le débat sur le Roman de la Rose fut lancé par Jean de Montreuil dans un texte que Christine n'a pas joint à son ouvrage et qui est, par conséquent, perdu. L'on dispose de quatre manuscrits du texte des Épitres du débat sur le Roman de la Rose, dont deux sont des originaux qui semblent avoir été produits selon la direction de Christine de Pizan.

## Composition
Le recueil contient cinq épîtres distinctes dont :
- I : Épître dédicatoire de Christine de Pizan à Isabelle de Bavière.
- I Bis : Épître dédicatoire de Christine de Pizan à Guillaume de Tignonville.
- II : Première épître de Gontier Col à Christine de Pizan.
- III : Épître de Christine de Pizan à Jean de Montreuil.
- IV : Deuxième épître de Gontier Col à Christine de Pizan.
- V : Épître de Christine de Pizan à Gontier Col.

## Éditions modernes
Christine de Pizan, Le Livre des épîtres du débat sur le Roman de la Rose, Paris, Éditions Classiques Garnier, 28 septembre 2022, 190 p. (ISBN 978-2-406-13226-4)